# Gare d’Oyonnax
Gare d’Oyonnax vasútállomás Franciaországban, Oyonnax településen.

## Vasútvonalak
Az állomást az alábbi vasútvonalak érintik:
- Andelot-en-Montagne–La Cluse-vasútvonal

## Kapcsolódó állomások
A vasútállomáshoz az alábbi állomások vannak a legközelebb:
- Gare de Nurieux
- Gare de Bellignat